# تاريخ أيرلندا الشمالية

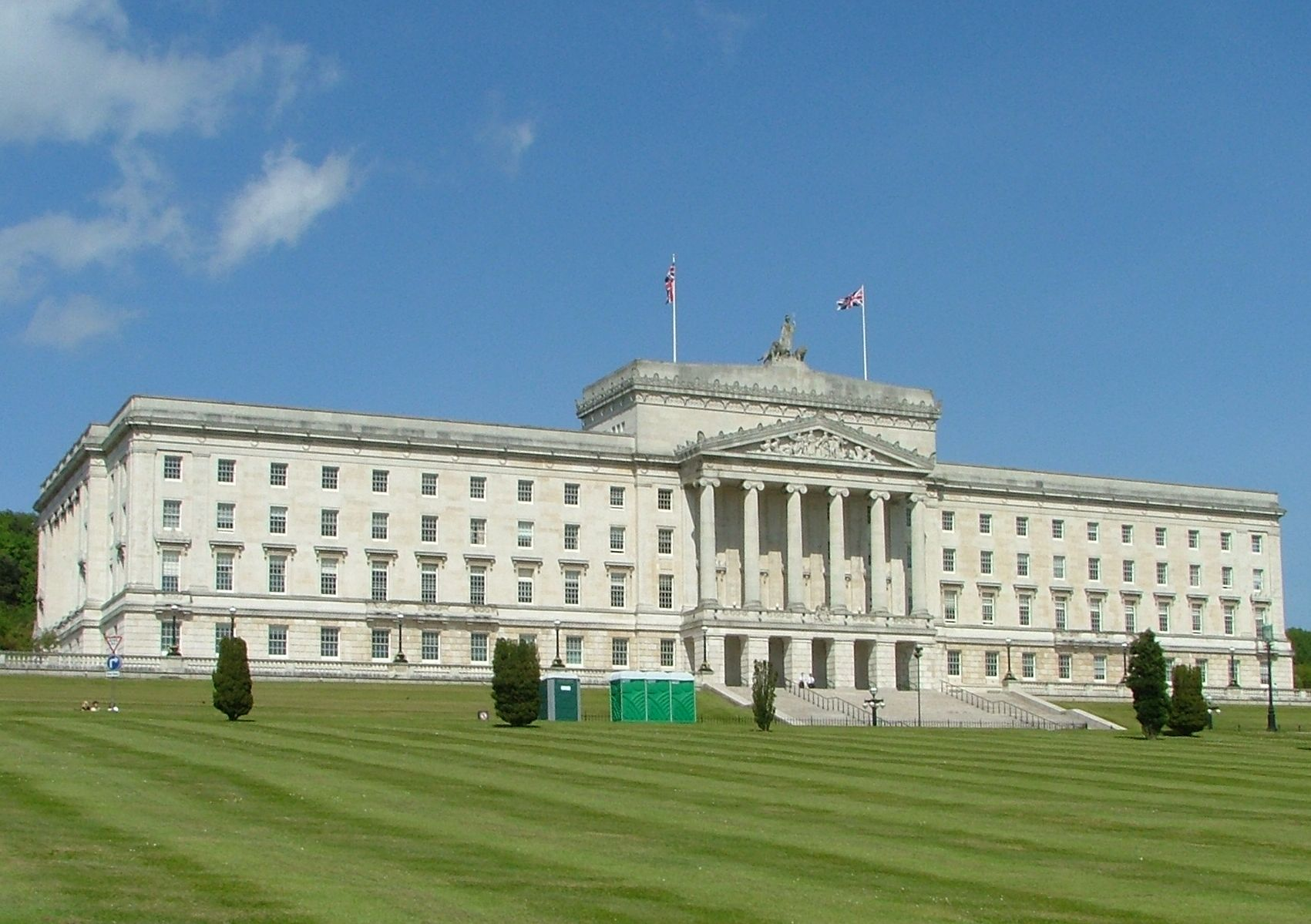

تاريخ أيرلندا الشمالية هي واحدة من أربع دول في المملكة المتحدة، (على الرغم من أن المصادر الرسمية توصفها أيضًا بأنها مقاطعة أو منطقة) ، تقع في الشمال الشرقي من جزيرة أيرلندا. تم إنشاؤه ككيان قانوني منفصل في 3 مايو 1921، بموجب قانون حكومة أيرلندا لعام 1920. تم تشكيل أيرلندا الشمالية المستقلة الجديدة ذاتياً من ست مقاطعات من مقاطعات ألستر التسع: أربع مقاطعات ذات أغلبية نقابية - أنتريم، أرماج، داون، لندنديري - ومقاطعتان بأغلبية قومية أيرلندية طفيفة - فيرماناغ وتيرون - في الانتخابات العامة لعام 1918. لم يتم تضمين مقاطعات ألستر الثلاث المتبقية ذات الأغلبية القومية الأكبر. في جزء كبير من النقابيين، على الأقل في الشمال الشرقي، دعموا إنشاءها في حين عارض القوميون.

## مقاومة الحكم المنزل
منذ أواخر القرن التاسع عشر، أراد معظم الناس الذين يعيشون في أيرلندا أن تمنح الحكومة البريطانية شكلاً من أشكال الحكم الذاتي لأيرلندا. احتفظ الحزب القومي الأيرلندي أحيانًا بتوازن القوى في مجلس العموم في أواخر القرن التاسع عشر وأوائل القرن العشرين، وهو الموقف الذي سعى منه للحصول على حكم المنزل، والذي كان سيعطي أيرلندا الحكم الذاتي في الشؤون الداخلية، دون تفريق الولايات المتحدة. مملكة. تم تمرير مشروعي قانونين يمنحان حكم المنزل لأيرلندا من قبل مجلس العموم في عام 1886 و 1893 ، ولكن رفضهما مجلس اللوردات. مع تمرير قانون البرلمان لعام 1911 من قبل حكومة الحزب الليبرالي (الذي قلل من سلطات اللوردات من إلغاء مشاريع القوانين البرلمانية إلى تأخير تنفيذها لمدة عامين)، كان من الواضح أن حكم المنزل قد يدخل حيز التنفيذ في السنوات الخمس المقبلة . كان حزب القاعدة الداخلية يدافع عن ذلك منذ ما يقرب من خمسين عامًا.
ومع ذلك، كانت أقلية كبيرة تعارض بشدة الفكرة وترغب في الاحتفاظ بالاتحاد بشكله الحالي. كان النقابيون الأيرلنديون يحرضون بنجاح ضد حكم المنزل منذ ثمانينيات القرن التاسع عشر، وفي 28 سبتمبر 1912 ، قدم زعيم النقابيين الشماليين، إدوارد كارسون، ميثاق ألستر في بلفاست ، وتعهد باستبعاد أولستر من حكم المنزل. تم التوقيع على العهد من قبل 450,000 رجل. في حين عجل بالانقسام مع النقابيين في الجنوب والغرب (بما في ذلك مجتمع كبير بشكل خاص في دبلن) ، أعطى النقابيين الشماليين هدفًا عمليًا ليهدفوا إليه.
بحلول أوائل القرن العشرين، أصبحت بلفاست ، أكبر مدينة في أولستر، أكبر مدينة في أيرلندا. تم دمج اقتصادها الصناعي، مع قطاعات الهندسة وبناء السفن القوية، بشكل وثيق مع اقتصاد بريطانيا العظمى. كانت بلفاست مدينة أولستر بروتستانتية إلى حد كبير مع أقلية كاثوليكية تقل عن 30 في المائة، تتركز في غرب المدينة.
قدمت حكومة الأقلية الليبرالية مشروع قانون داخلي ثالث في عام 1912. ومع ذلك، كان حزب المحافظين متعاطفًا مع الحالة النقابية، وكان الصوت السياسي للنقابية قويًا في البرلمان. بعد التعديل المكثف من قبل مجلس اللوردات، وافق مجلس العموم في عام 1914 على السماح لأربع مقاطعات في أولستر بالتصويت خارج أحكامه ثم لمدة ست سنوات فقط. خلال عامي 1913 و1914، تم تجنيد وتسليح «الجيوش التطوعية» شبه العسكرية، أولاً قوة أولستر التطوعية الوحدوية، ورداً على ذلك، المتطوعون الأيرلنديون القوميون. لكن أحداث الحرب العالمية الأولى في أوروبا كانت لها الأسبقية. تأخر الحكم الداخلي طوال الفترة التي كان من المتوقع أن تكون حربًا قصيرة واتفق القادة النقابيون والقوميون على تشجيع متطوعيهم على الانضمام إلى الجيش البريطاني.

## 1916: عيد الفصح، معركة السوم وما بعدها
خلال الحرب العالمية الأولى، استمر تصاعد التوتر في أيرلندا. رفض الانفصاليون الإيرلنديون المتشددون (الذين عُرفوا تلك الفترة باسم القوميين الإيرلنديين، وعرفوا لاحقًا باسم الجمهوريين) الحكم الذاتي كليًا لأن الحكم الذاتي يشترط البقاء على تواصل مع بريطانيا. استمرت هيمنة الانفصاليين على فصيل من جيش المتطوعين الإيرلنديين، وفي يوم عيد الفصح عام 1916، قاد توماس كلارك وجيمس كونولي وآخرون ما عُرف بثورة عيدة الفصح في مدينة دبلن. عقب محاكمات قصيرة، أعدمت الحكومة البريطانية قادة التمرد بتهمة الخيانة. ألقت الحكومة البريطانية باللوم على حزب شين فين الصغير حينها، والذي لم يكن له علاقة بالتمرد. تحول إعدام قادة التمرد إلى بروباغندا استغلتها الميليشيات الجمهورية في محاولة انقلاب، وتزايد الدعم الشعبي لحزب شين فين، الذي كان حزبًا مهملًا في السابق. اخترق الزعماء السابقون للمتطوعين الإيرلنديين صفوف حزب شين فين، وتسلموا قيادته عام 1917 (تحول جيش المتطوعين الإيرلنديين لاحقًا إلى الجيش الجمهوري الإيرلندي عام 1919).
حصل الجمهوريون على المزيد من الدعم عندما حاولت الحكومة البريطانية فرض التجنيد الإجباري على أيرلندا عام 1918. تصدر حزب شين فين تنظيم الحملة ضد التجنيد الإجباري.
عندما عاد جنود الحرب العالمية القدامى، من كلا الطرفين السياسيين، من الجبهة في عامي 1918 و1919، كانوا متمرسين جدًا في القتال والحرب. في الانتخابات العامة عام 1918، خسر الحزب البرلماني الإيرلندي معظم مقاعده في البرلمان لصالح حزب شين فين، فمن أصل 30 مقعدًا في المقاطعات الست التي ستشكل لاحقًا أيرلندا الشمالية، حاز الاتحاديون على 23 مقعدًا، من بينها 3 مقاعد لحزب العمال الاتحاديين و5 من أصل 6 مقاعد لأعضاء الحزب البرلماني الإيرلندي، الذين عادوا إلى أيرلندا وانتُخبوا في أولستر نتيجة تحالف انتخابي محلي مع حزب شين فين.
عقب عملية الانتخابات، بدأت حرب العصابات تحقق انتصارات وزخمًا في أيرلندا، ما أدى إلى نشوب الحرب الأنجلو إيرلندية. كان الصراع أقل حدة في أولستر مقارنة بالمناطق الأخرى من أيرلندا، لكن الوضع أصبح أكثر تعقيدًا عندما تدخلت قوات جيش متطوعي أولستر، بالإضافة طبعًا إلى الجيش الجمهوري الإيرلندي والجيش البريطاني والدرك الإيرلندي الملكي.

## التقسيم
أدى القرار الرابع والأخير للحكم الذاتي (قانون حكومة أيرلندا عام 1920) إلى تقسيم الجزيرة إلى أيرلندا الشمالية (تحوي 6 مقاطعات في الشمال الشرقي من الجزيرة) وأيرلندا الجنوبية (باقي أراضي أيرلندا). عارض بعض الاتحاديين مثل السير إدوارد كارسون قرار التجزيء، واعتبره خيانة للاتحادية بصفتها حركة سياسية لعموم أيرلندا. كان الاتحاديون الذين يعيشون في 3 مقاطعات (الاتحاديون الذين عاشوا في مقاطعات كافان ودونيغال وموناغان في أولستر) على الجانب الخاطئ من الحدود الجديدة التي قسمت أولستر، فشعروا بالتعرض للخيانة من طرف أولئك الذين تشاركوا معهم قسم «الوقوف إلى جانب بعضنا البعض» الذي جاء في ميثاق أولستر. أوضحت صحيفة بلفاست تيليغراف للاتحاديين الذين شعروا بالذنب تجاه الوضع أن «التقسيم أفضل لثلثي الشعب، فمن الأفضل أن ينجو ثلثا الشعب عوضًا عن هلاك الجميع».